# Aleksandër Meksi
Aleksandër Gabriel Meksi (Tirana, 8 de março de 1939) é um arqueólogo e político albanês que serviu como o 28º primeiro-ministro da Albânia entre 1992 e 1997, tendo sido o primeiro chefe de governo não comunista democraticamente eleito após o fim do regime comunista no país em 1991. Desde o início da sua carreira política no início da década de 1990, Meksi é filiado ao Partido Democrático da Albânia (PDSh), partido do qual foi um dos cofundadores ao lado do ex-presidente e também ex-primeiro-ministro Sali Berisha. 

## Ascensão ao poder
Eleito em 1992 e reeleito em 1996 com amplas margens de votos que conferiram-lhe maiorias absolutas no Parlamento da Albânia em ambos os pleitos, foi durante seu governo que foram implementadas as primeiras reformas estruturais profundas que visaram transformar a Albânia em uma democracia liberal onde vigorava uma economia de mercado, assim como ocorreu em outros países do Leste Europeu que tornaram-se capitalistas após o colapso e dissolução dos regimes comunistas ao final do século XX.

## Saída do poder
Entretanto, com a escalada das tensões políticas no país após o aprofundamento da crise econômica do país ocasionada após a descoberta de que o precário sistema financeiro do país havia sido dominado por pirâmides financeiras que beneficiavam diretamente figuras políticas de alto escalão às custas das poupanças e de outros investimentos privados feitos por cidadãos albaneses, uma furiosa revolta popular eclodiu em 1997. A incapacidade do governo em aplacar os ânimos exaltados e de promover uma ampla investigação sobre os agentes políticos envolvidos no chamado Esquema Ponzi acarretaram na renúncia coletiva de Meksi e de todo o seu gabinete ministerial, bem como na renúncia do então presidente Sali Berisha e na convocação antecipada da eleição parlamentar para o mesmo ano, no qual o PDSh sofreu uma dura derrota para o oposicionista Partido Socialista da Albânia (PSSh), ficando relegado à oposição.